# فينيه إي. كوان
فينيه إي. كوان (بالإنجليزية: Finis E. Cowan)‏ هو قاضي ومحامي وضابط أمريكي، ولد في 16 أكتوبر 1929 في دالاس في الولايات المتحدة.